# えきニジ
えきニジは、2008年3月31日から2009年3月27日まで放送された北海道文化放送（UHB）の情報番組である。

## 概要
えき☆スタ発の後番組としてえき☆スタ（JRタワー内にあったサテライトスタジオ）から公開生放送されていた。番組では、地元の話題やuhbスーパーニュースの予告、北海道旅客鉄道（JR北海道）の特急の空席状況などが報じられた。
2003年4月から始まったえき☆スタからの生番組は、この番組をもって取りやめとなり、えき☆スタ自体も終了から4ヵ月後の2009年7月をもって完全撤退した。

## 放送時間
- 月 - 木曜日：14:05 - 14:30
- 金曜日：14:05 - 15:00
- なお、祝日は休止となる（この場合、ドラマ、バラエティー枠の再放送やテレビショッピング枠となる。スポーツ中継を行う日もある。）

祝日以外での放送休止事例では2008年8月14日の北京オリンピック（12:59～17:30に放送）と9月22日の「FNN報道特別番組・自民党総裁選挙」がある。
- また、月 - 木曜日の放送でも放送時間が金曜日と同様になる曜日も有り。

## 放送内容
月曜：「おすすめレインボウ」
火曜：「ハッピーレシピ」
水曜：「あっちこっち北海道」
木曜：「おすすめレインボウ」
金曜：「みのっちNAVI」

## 出演者
MC
- 加藤寛
- 遠藤麗奈

※MCの2人は後続番組の『ゆうゆう金曜日』にも引き続き出演している。
リポーター
- 箕輪直人（金曜日のみ出演）